# 托勒密王國
托勒密王國（希臘語：Πτολεμαϊκὴ βασιλεία），又稱托勒密埃及，是亞歷山大大帝逝世之後，統治埃及和周圍地區的一個希臘化王國。王國建立者為亞歷山大帝國的將領托勒密一世，繼業者戰爭之後，他在公元前305年自立為國王並宣稱自己是埃及法老。托勒密王朝統治埃及直到公元前30年埃及女王克麗奧佩脫拉七世兵败自杀為止，歷經274年。王國疆域最鼎盛時包含埃及、昔蘭尼、安那托利亞南部、敘利亞南部和一些愛琴海島嶼，領土最南時可達努比亞。亞歷山卓是托勒密王國的首都，也是當時是希臘化世界的重要文明中心以及貿易樞紐。
埃及托勒密王朝一裔中兄妹或姊弟近親通婚很多。男性後裔常稱托勒密，女性的名稱常有克利奥帕特拉、贝勒尼基和阿尔西诺伊。其中最後的女王克利奥帕特拉七世是最為後世所知的。托勒密王國因內部王室紛爭、境內埃及人叛亂、以及外國入侵等等種種原因逐漸衰弱，最終被羅馬共和國占領。但所留下的希臘化文明一直延續到埃及被穆斯林征服為止。

## 亞歷山大大帝
前332年，馬其頓國王亞歷山大大帝在波斯人少許抵抗下征服埃及，在埃及，亞歷山大被埃及人視為解放者而受到歡迎，隨後他前往孟菲斯參訪，並且到錫瓦綠洲的阿蒙神殿乞求神示，在那裡亞歷山大得到自己是阿蒙之子的神示。亞歷山大利用尊崇埃及神祇的方法來懷柔埃及人，但仍讓希臘人擔任實質管理埃及的職務，並且建造新的城市亞歷山卓，作為埃及以後的首府。而埃及富裕的財富現在可以被亞歷山大用在軍費上，來對付波斯阿契美尼德王朝。前331年，亞歷山大準備離開埃及，並帶領軍隊路過腓尼基繼續征戰，留下克里昂米尼擔任附近地區的省長（nomarch）之一，之後，亞歷山大再未返回過埃及。

## 建立托勒密王國
前323年，亞歷山大大帝在巴比倫病逝，很快他的軍官們為了帝國繼承權爆發衝突。起初，佩爾狄卡斯擔任亞歷山大同父異母的哥哥腓力三世的帝國攝政。之後當亞歷山大懷孕的妻子羅克珊娜把嬰兒生下，確認為男嬰，是為亞歷山大四世，佩爾狄卡斯便擔任亞歷山大四世和腓力三世的帝國攝政。佩爾狄卡斯在巴比倫分封協議中任命亞歷山大的夥友托勒密為埃及總督，故從前323年起，托勒密以國王亞歷山大四世和腓力三世的名義統轄埃及，但隨著帝國逐漸分崩離析，托勒密很快在埃及建立自己的勢力。前320年，帝國攝政佩爾狄卡斯前來討伐托勒密，然而托勒密在尼羅河邊策動佩爾狄卡斯部下叛變，確保他在埃及的地位，托勒密並在之後的繼業者戰爭中征服埃及周圍的地區。在托勒密統治初期，埃及在繼業者戰爭中與亞歷山大帝國其他的繼承政權作戰，托勒密的第一目標是確保埃及的安全，第二個目標是控制埃及的外圍地區，如昔蘭尼、賽普勒斯以及包括猶太一帶的敘利亞。公元前315年，安提柯成為亞洲的主宰並企圖重建亞歷山大帝國，為了阻止安提柯的野心，托勒密加入反安提柯聯盟。前312年，托勒密和巴比倫尼亞的流亡總督塞琉古入侵敘利亞，並在加薩戰役中擊敗了安提柯的兒子德米特里。
在前311年，雙方簽訂停戰和約，但在前309年戰爭再度爆發，托勒密很快佔據科林斯等希臘本土的一部分。但前306年托勒密在薩拉米斯海戰大敗並失去對賽普勒斯的控制，而安提柯趁著這次戰役勝利冠上國王的名號，作為安提柯的敵手，托勒密隨後於前305年冠上國王的頭銜，稱為托勒密一世（救主），開創托勒密王朝在埃及近300年的統治。

### 托勒密一世

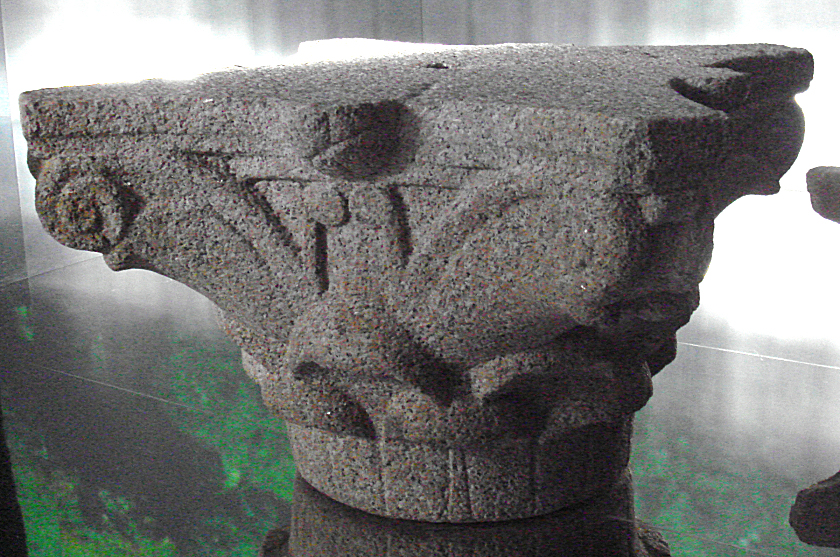
科林斯柱式的支柱，埃及托勒密時期

安提柯一世本要趁薩拉米斯戰役大勝後入侵埃及托勒密王國，但因托勒密一世在邊境嚴防而作罷。前302年反安提柯聯盟再度成立，托勒密也加入其中，然而托勒密和他的軍隊並沒有參與伊普蘇斯戰役，安提柯在那場戰役大敗並戰死沙場。趁著這個機會，托勒密奪取柯里敘利亞以及巴勒斯坦等地，但其他聯盟成員要求把敘利亞等地歸給塞琉古帝國，托勒密並沒有答應，而塞琉古一世也沒有追究。但往後下一個百年的時間，塞琉古帝國和托勒密王國為了爭奪敘利亞南部的所有權而爆發多場敘利亞戰爭。
雖然托勒密在前295年再度佔領賽普勒斯，但托勒密試圖讓他的王國遠離戰端。在確保王國安全後，前288年托勒密一世讓他與貝勒尼基一世所生的兒子托勒密二世一起共治，之後托勒密一世投入晚年時間撰寫有關亞歷山大大帝征戰的歷史，他的著作今日已經失傳，但阿利安撰寫《亞歷山大遠征記》時大量參考托勒密的著作。托勒密一世以84歲高齡於前283年逝世，留下一個穩定且管理良善的王國給他兒子。

### 托勒密二世
托勒密二世在前283年從他父親手上繼任埃及國王，他的作為頃向平和且富有文化的君主，而不是衝鋒陷陣的主帥，也因為托勒密一世留給他的是強大且興盛的埃及，在他統治時期爆發歷經三年的第一次敘利亞戰爭，這場戰爭讓托勒密王國成為東地中海的主宰，控制一些愛琴海島嶼以及奇里乞亞、龐非利亞、呂基亞、卡里亞等沿海地區。然而其中一些領土在托勒密二世統治後期的第二次敘利亞戰爭失去。
托勒密二世的第一任妻子是利西馬科斯的女兒阿爾西諾伊一世，並為他生下繼承人托勒密三世。然而托勒密二世可能為了迎合埃及人，準備採用與姊妹結婚這個埃及傳統，於是阿爾西諾伊一世被以企圖謀殺托勒密二世的罪名被廢黜並遭到流放，之後托勒密二世與其姊姊阿爾西諾伊二世結婚。

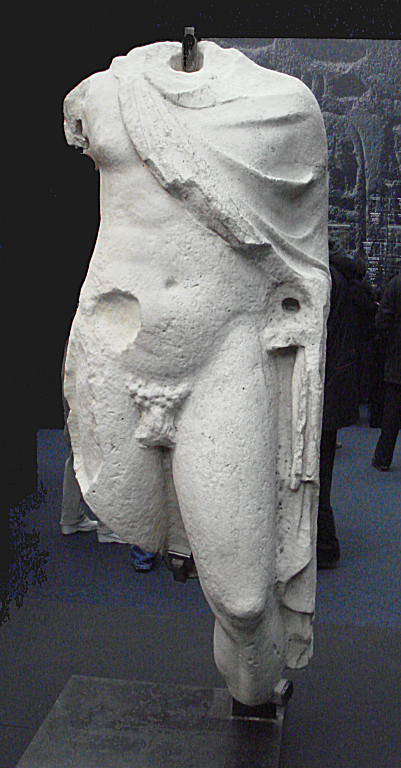
托勒密三世的塑像，裝扮成赫耳墨斯並且披著短斗篷（埃及托勒密時期）

在托勒密二世統治時期，亞歷山卓宮廷在物質上以及文藝上的富麗堂皇達到最高峰，亞歷山卓圖書館館員卡利馬科斯、忒奧克里托斯和大批宮廷詩人歌頌托勒密王室的偉業。此外，托勒密二世繼續擴建圖書館並鼓勵科學研究，他大筆耗資使亞歷山卓成為希臘化世界的經濟、藝術、學識等文化中心，而亞歷山卓的圖書館和學院保存大量希臘文學遺產。

### 托勒密三世
托勒密三世（施惠者），於前246年繼承王位，他放棄前任的政策，積極對其他希臘化國家作戰。當他嫁到塞琉古帝國的姊妹貝勒尼基因塞琉古王位繼承紛爭被謀殺，使托勒密三世發動第三次敘利亞戰爭，向塞琉古帝國的敘利亞進攻，托勒密一路勢如破竹攻入安條克，甚至進軍至巴比倫尼亞一帶，而他的艦隊征服到北至色雷斯的地區。
戰爭結果讓托勒密王國的聲勢達到最頂峰，塞琉古國王塞琉古二世雖然保住王位，但埃及艦隊控制大部分小亞細亞沿岸和希臘海域。在戰爭勝利後，托勒密三世不再挑起戰爭，儘管他仍然資助與馬其頓王國敵對的希臘半島上勢力。托勒密三世在國內政策上與其父親不同，他讓埃及人的信仰上更為自由，並留下大量的記錄在埃及人的紀念碑上，他的統治標誌著托勒密王室逐漸「埃及化」。

### 王國衰退

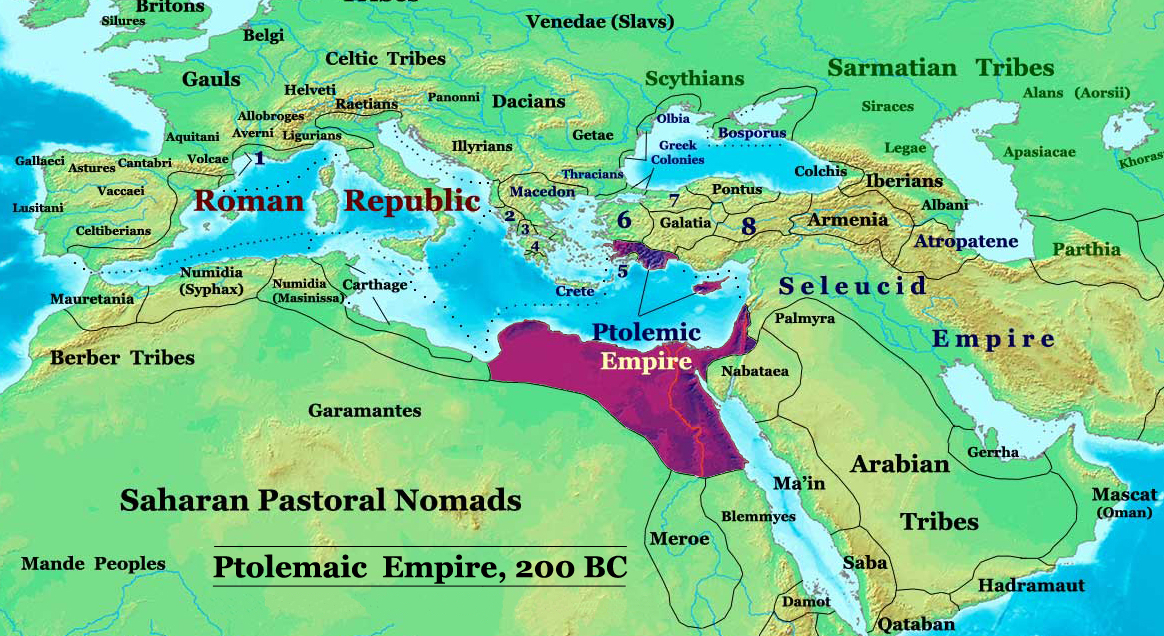
前202年的托勒密王國，與其他鄰近地區

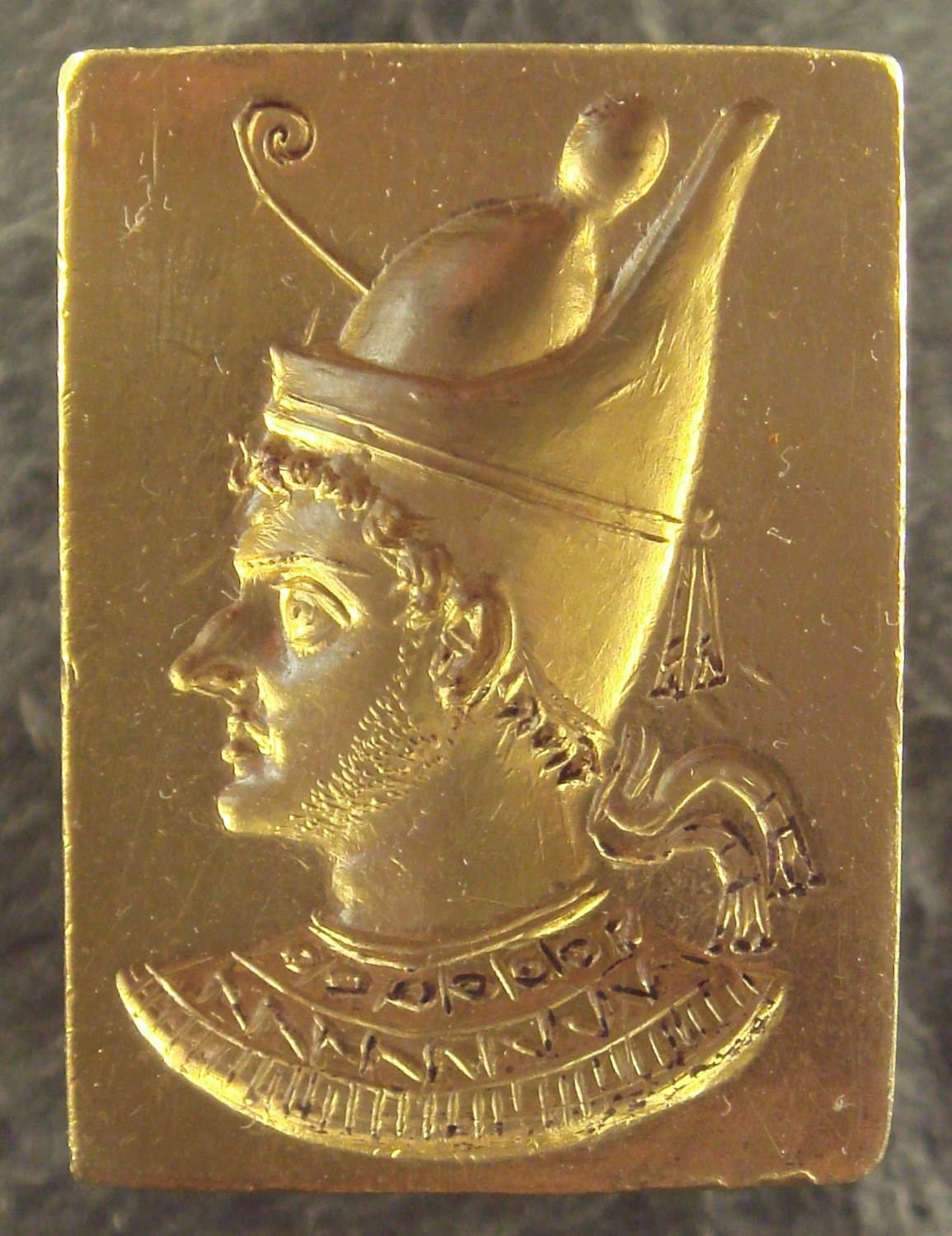
身着传统法老装束的托勒密六世浮雕，藏于羅浮宮

在前221年，托勒密三世逝世並把王位傳給托勒密四世，托勒密四世是個昏庸且沉迷於享樂的君主，王國因而開始衰弱。他即位之初就殺了母親和其他王室成員，他輕易就聽信那些受他寵愛之人的言語，還讓他們把持政府的朝政。然而當塞琉古帝國安條克三世入侵柯里敘利亞時，他的大臣還能妥善處理危機，並在前217年的拉菲亞戰役中埃及獲得大勝，拯救整個王國。在他統治期間，政治衰敗而使埃及人發動叛亂，讓王國更為衰弱。托勒密四世個人相當喜好文學，且是個戴奧尼索斯的信徒，他與他姐姐阿爾西諾伊三世結婚，但他之後卻與情婦阿加托克勒亞相好。
托勒密五世是托勒密四世與阿爾西諾伊三世的兒子，當他登上王位時還只是個孩子，因此爆發一連串爭奪攝政權的血腥衝突。而安條克三世和馬其頓王國的腓力五世達成秘密協議，意圖瓜分托勒密王國的領土。根據這個協定：馬其頓將獲得愛琴海沿岸和昔蘭尼，塞琉古帝國預定將埃及和賽普勒斯納為所有。隨後，腓力五世進攻托勒密在色雷斯和卡里亞的領土。而安條克三世再度入侵柯里敘利亞，並在帕尼翁戰役擊敗埃及的軍隊，托勒密王國至此失去
柯里敘利亞等地區，在這次敗戰後托勒密王國便與崛起的羅馬共和國結盟。當托勒密五世成年後，成為一位暴虐的統治者，早早就在前180年逝世，留下還是幼兒的托勒密六世。
前170年，安條克四世入侵埃及直至亞歷山卓城下後，亞歷山卓臣民廢逐托勒密六世，並改立其弟托勒密八世為王。托勒密六世只得投靠安條克四世，而安條克也意圖立他為埃及的傀儡國王，但在羅馬干預下，安條克四世最終撤軍，兩兄弟並與他們的姊妹克麗奧佩脫拉二世三人一起共治。很快他們之間就發生衝突，前164年托勒密八世企圖廢黜他的哥哥和姐姐獨攬大權，但托勒密六世在羅馬援助之下很快又奪回了政權，並將托勒密八世流放到昔蘭尼當國王，使得羅馬對埃及的影響力日益增強。托勒密六世在入侵敘利亞時，戰死於安條克戰役。

### 後期托勒密君主
托勒密王國由還是幼兒的托勒密七世繼承，但托勒密八世很快就回到埃及，並杀害了姪子托勒密七世，但整件事包含是否由托勒密七世繼承王位，尚有爭議且不明，可確定的是之後托勒密八世自己當上國王。托勒密八世相當殘暴，當前116年托勒密八世逝世，王國由托勒密八世的妻子克麗奧佩脫拉三世和托勒密九世共治，而年輕的托勒密九世在前107年被其母克麗奧佩脫拉三世廢黜，克麗奧佩脫拉三世便與托勒密九世的弟弟托勒密十世共治，期間王位幾度換替，在前88年托勒密九世第二度登上王位，直至逝世。王位由托勒密十世之子托勒密十一世繼承，不久他在亞歷山卓的暴動中被殺。這一段宮廷紛爭使得王國更加衰弱，淪為羅馬實質上的被保護國，而大部分的希臘世界也落到羅馬手中。
托勒密十一世的繼任者是托勒密十二世（吹笛者）。在他統治的時候，羅馬已經是埃及事務的裁仲者，並且占領利比亞和賽普勒斯。在前58年托勒密十二世遭到亞歷山卓暴民驅逐，但羅馬在三年後幫助他恢復王位，托勒密十二世在前51年逝世，把王國留給10歲的兒子托勒密十三世。托勒密十三世和他姊姊、同時也是他的妻子克麗奧佩脫拉七世共治。

## 克麗奧佩脫拉

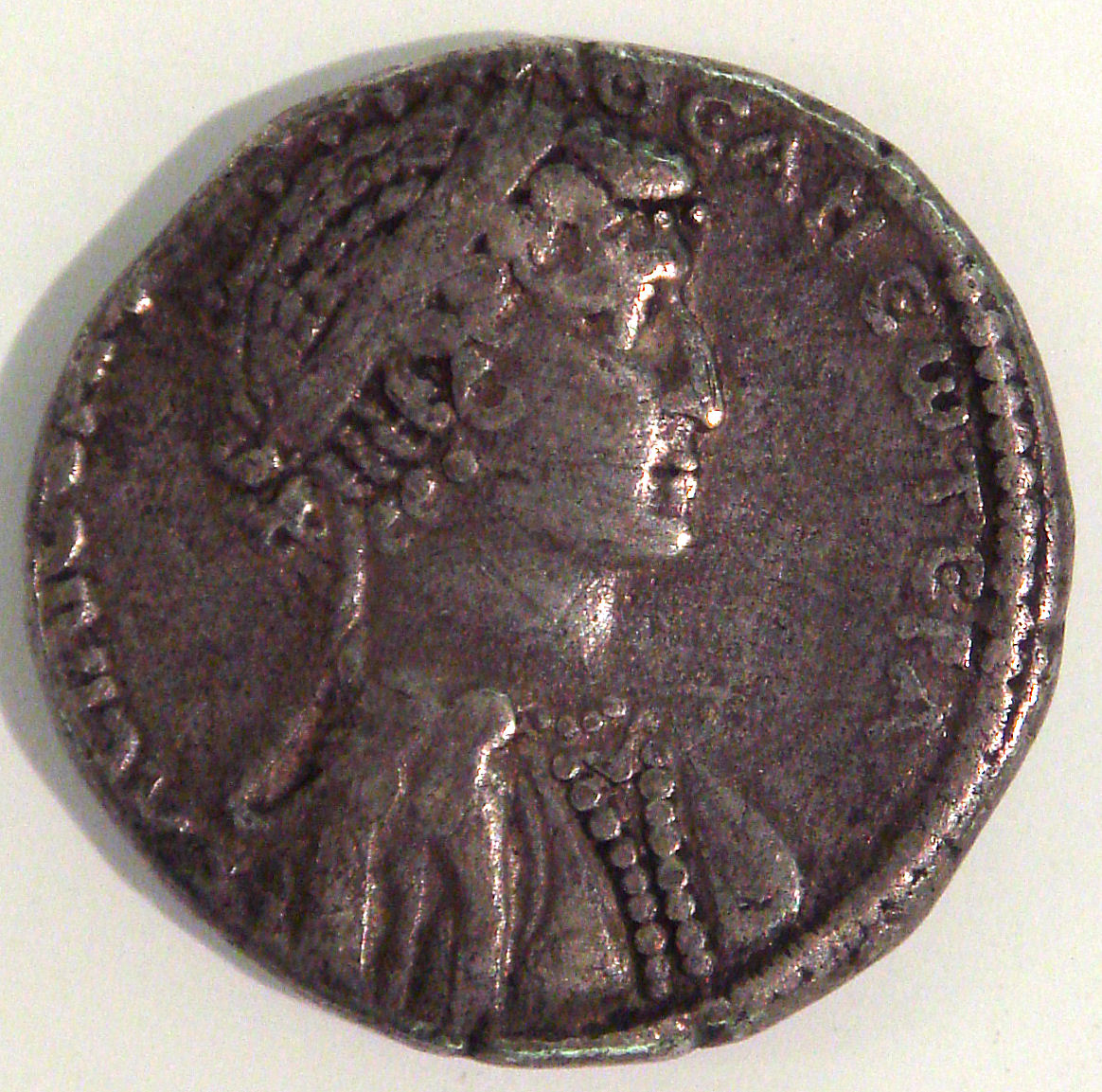
克麗奧佩脫拉七世的硬幣，和她的肖像

克麗奧佩脫拉七世當上女王時才年僅17歲，而羅馬在埃及的影響力越來越擴大，她的父親托勒密十二世甚至開始付貢金給羅馬來保障王國安全，在托勒密十二世逝世後，似乎托勒密王國已經走到盡頭。
即位不久，克麗奧佩脫拉便陷入權力鬥爭，並流亡至國外。此時羅馬內戰爆發，凱撒在法薩盧斯戰役擊敗托勒密王國的監護人格奈烏斯·龐培。前48年，凱撒追擊龐培到了埃及，克麗奧佩脫拉也跟著回到埃及。托勒密十三世將龐培殺害並把他的頭顱獻給了凱撒，以此來討他的歡心，並想利用他來除去他的姐姐克麗奧佩脫拉。然而，克麗奧佩脫拉把自己包裹在一件大毯子中，派人送入凱撒住處與凱撒會見，此時克麗奧佩脫拉21歲，而凱撒已經52歲了，克麗奧佩脫拉成功離間凱撒和托勒密十三世的關係。在羅馬援軍來到埃及後，於亞歷山卓戰役擊敗托勒密十三世，托勒密十三世可能溺死在尼羅河中，但關於他的死因不是很確定。之後，凱撒讓克麗奧佩脫拉再度登上王位，克麗奧佩脫拉與他的弟弟托勒密十四世名義上共治，作為托勒密王朝的傳統，克利奧帕特拉嫁給了托勒密十四世，但實際上卻與凱撒相好，兩人成為愛侶，並讓凱撒放棄他原本要佔領埃及的計畫。 
在前47年夏季中的兩個月，克麗奧佩脫拉和凱撒同遊尼羅河，參訪丹德拉（Dendera），之後克麗奧佩脫拉為凱撒生下一個兒子凱撒里昂。在前46年，克麗奧佩脫拉帶著凱撒里昂離開亞歷山卓，前往羅馬，並住入凱撒在鄉野間的宮殿式建築內。但羅馬人對凱撒和克麗奧佩脫拉的關係相當不滿，甚至連羅馬著名演辯家西塞羅在信中說他厭惡外國女王（指克麗奧佩脫拉）。
前44年，凱撒在羅馬被多位元老院議員謀殺後，克麗奧佩脫拉回到埃及，據說她毒殺了托勒密十四世，並把她與凱撒的兒子凱撒里昂立為國王，即托勒密十五世。

### 與安東尼的關係

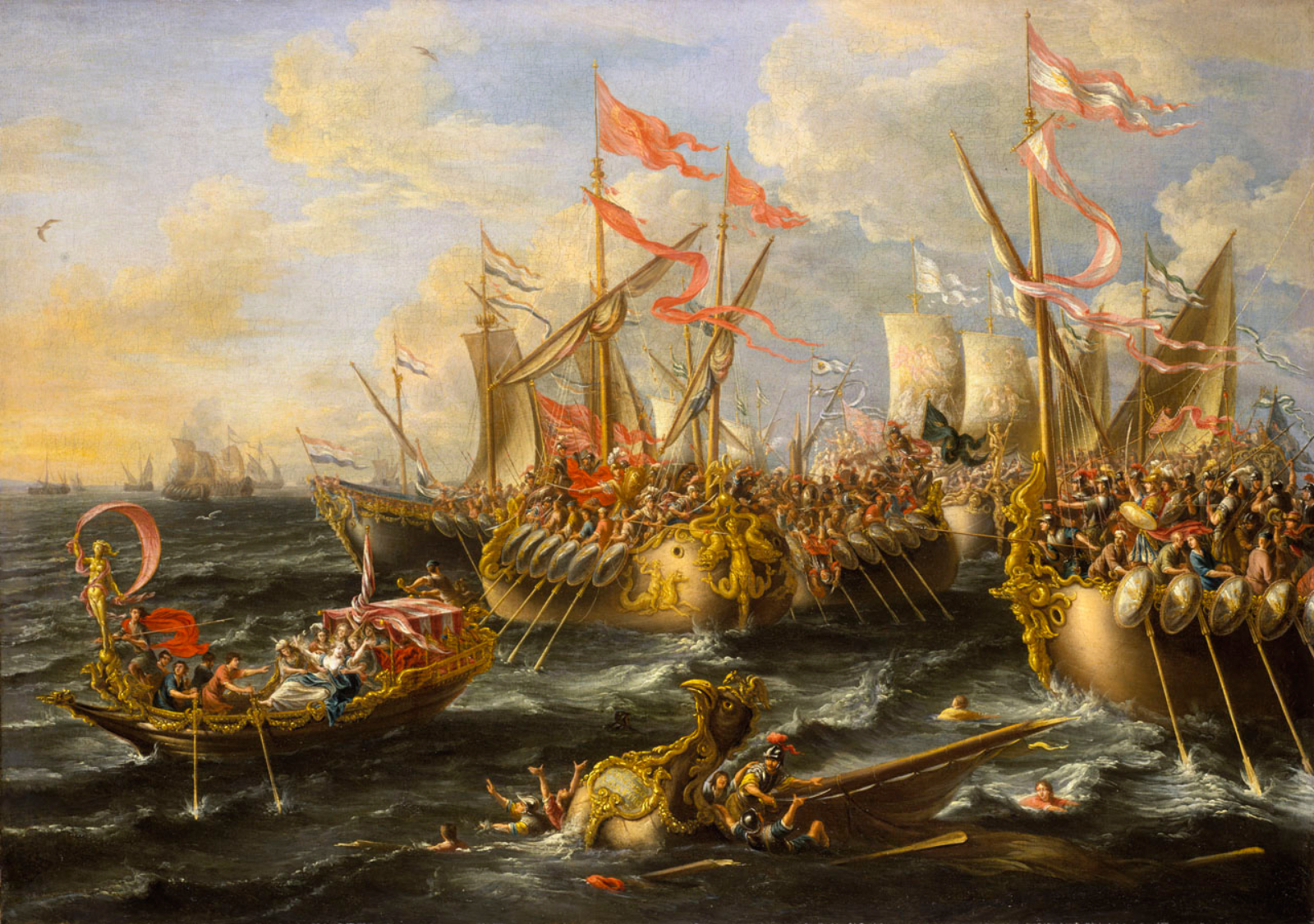
亞克興角戰役，1672年畫作

在凱撒死後，羅馬再度陷入內戰，克麗奧佩脫拉站在馬克·安東尼和屋大維所領導的凱撒派那一側，並與刺殺凱撒的反凱撒派敵對，羅馬內戰結束後，羅馬主要掌握在馬克·安東尼、屋大維和雷必達所組成的後三頭同盟上。前41年，安東尼招喚克麗奧佩脫拉前來塔爾索與他會面，克麗奧佩脫拉在那裡華麗的登場，並以迷人的風采擄獲安東尼的心。
兩人成為情侶後，克麗奧佩脫拉為安東尼生下雙胞胎子女，亞歷山大·赫利俄斯和克麗奧佩脫拉·塞勒涅二世。之後安東尼離開克麗奧佩脫拉，接受與屋大維姊姊小屋大薇的婚姻。隨著安東尼和屋大維的關係惡化，安東尼拋棄小屋大薇，來到亞歷山卓與克麗奧佩脫拉重續關係並尋求金錢贊助。安東尼在對安息王國的戰爭失利後回到亞歷山卓，並以埃及式婚禮與克麗奧佩脫拉結婚，與克麗奧佩脫拉生下小兒子托勒密·費拉德爾甫斯，並在亞歷山卓置家。
前34年，安東尼征服亞美尼亞王國後，安東尼在亞歷山卓奉獻中宣布把把羅馬共和國東方的領土奇里乞亞、敘利亞、昔蘭尼、克里特、賽普勒斯和巴勒斯坦等地分給克麗奧佩脫拉和她的子女。此舉大大激怒羅馬人，本來羅馬人就相當厭惡克麗奧佩脫拉，有羅馬元老院議員咒罵她為妖女，集合所有邪惡於一身。而屋大維不知從哪裡弄來安東尼的遺囑，其中描述安東尼希望死後與克麗奧佩脫拉長眠於亞歷山卓，而不是羅馬。這使羅馬人強烈指責克麗奧佩脫拉。
最後，屋大維宣布與外國女王克麗奧佩脫拉宣戰，羅馬內戰再度爆發，兩軍在希臘西岸的亞克興角相遇，安東尼和克麗奧佩脫拉的聯合艦隊在亞克興角戰役，遭到瑪爾庫斯·維普撒尼烏斯·阿格里帕所指揮的屋大維艦隊徹底擊敗。隨後屋大維開始進軍亞歷山卓，並在城外輕易擊敗安東尼的軍隊。在這種狀況下，安東尼自知將死在屋大維手中，用佩劍結束他的生命。

### 王國終結

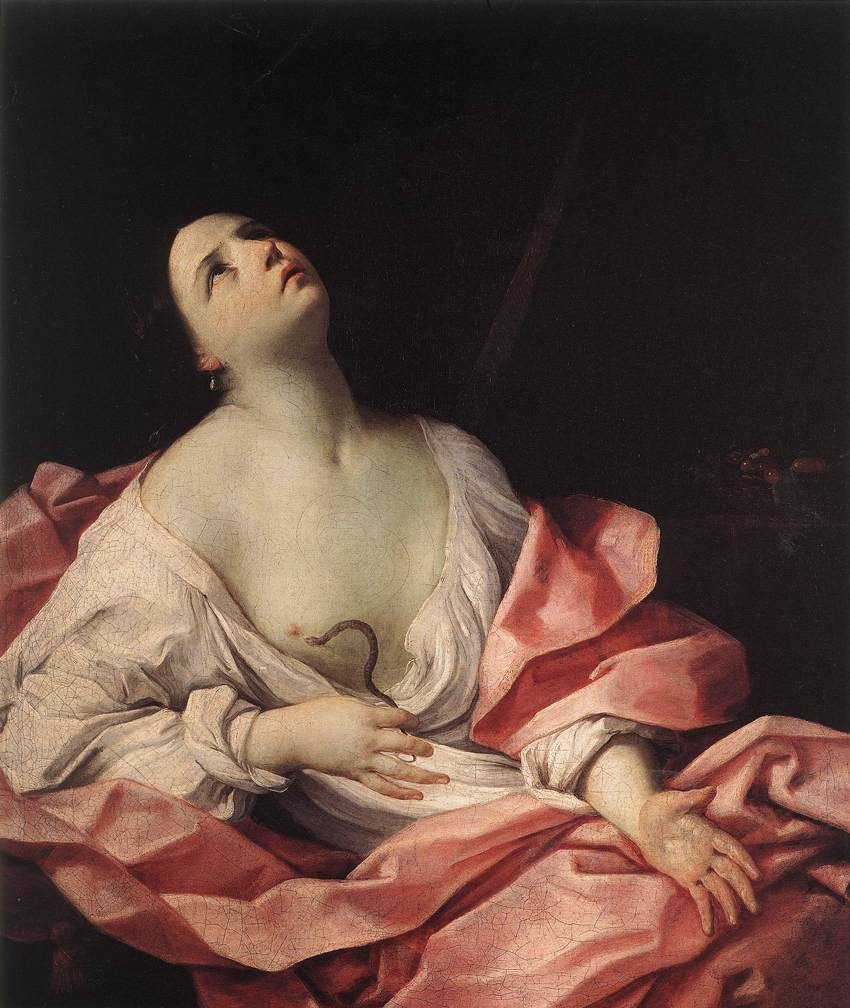
圭多·雷尼的畫作《克麗奧佩托拉和毒蛇》

屋大維於前30年進入亞歷山卓后，不仅無意與克麗奧佩脫拉協商或建立其他關係，反而将她囚禁。克麗奧佩脫拉了解到已經無路可走，且不願受辱，终于決定結束自己的生命。歷史上對於克麗奧佩脫拉的自殺死法有不同說法，其中最知名的就是她命人在無花果籃中藏了毒蛇（aspis），偷偷運進她被囚禁的地方，克麗奧佩脫拉在整理衣冠後，先讓毒蛇咬了她的手臂，再咬她的胸部來結束她的生命

。除此之外還包括服毒自殺等說法。
在这之前，克麗奧佩脫拉已秘密派人把她的兒子托勒密十五世送送到紅海邊的港口避難，據說准备逃亡印度，但他最終落入屋大維的手中，屋大維因为害怕托勒密十五世會威脅他做为凱撒唯一繼承人的地位，而下令将他处死。
隨著克麗奧佩脫拉与其兒子的逝世，托勒密王國成为历史，埃及最终沦为羅馬的一個行省。

## 軍事

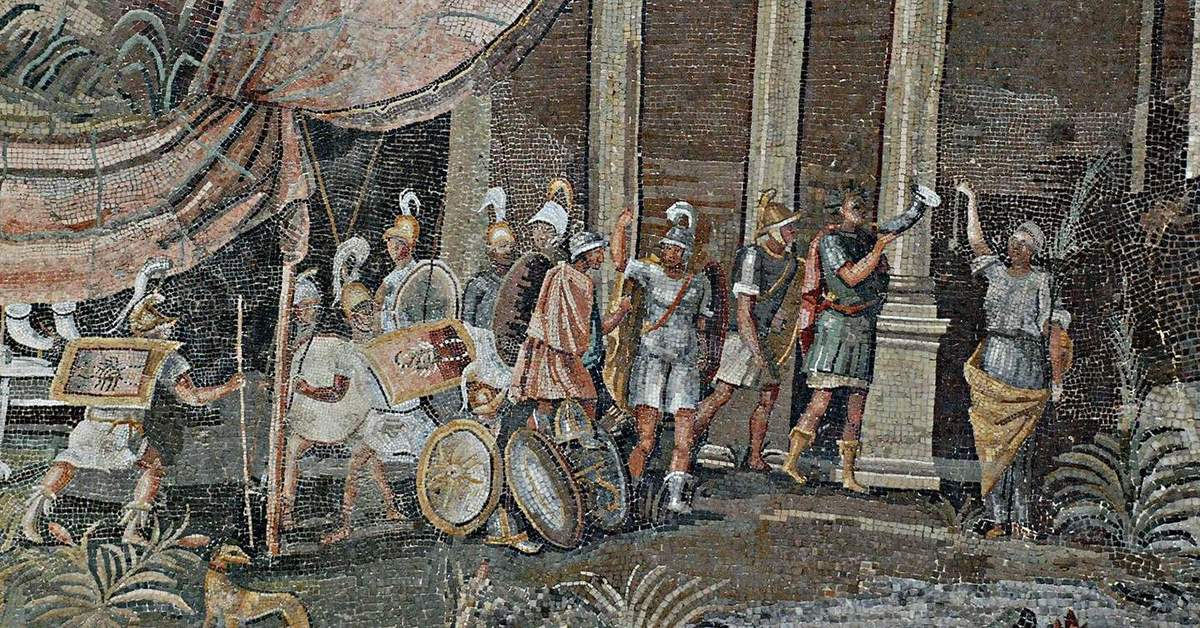
身穿短袍的希臘化士兵，前100年左右

托勒密王國跟其他希臘化王國一樣，軍事上以亞歷山大大帝時的馬其頓軍隊作為基礎來發展，步兵主要以馬其頓方陣為核心，方陣早期以馬其頓人、希臘人為主幹，直到拉菲亞戰役時才讓埃及人服役。
托勒密軍事上的兵源來自國內各種不同的民族，起初主要是移民來的希臘人，他們以接受兵役來換取國家給予的土地，並在軍隊中占了多數。隨著托勒密王國陷入多場戰爭後，希臘裔兵源越來越捉襟見肘，而從希臘本土的移民也不夠軍事上運用，加上他們主要服役於皇家衛隊，或是擔任將軍或政府官員。於是王國開始把本土埃及人納入兵源，儘管這些埃及軍隊可能忠誠有疑慮，而且經常發動叛亂。托勒密軍隊逐漸充斥的埃及人，使埃及人影響力擴大，政府統治越來越衰弱。
托勒密王國也利用埃及富饒的財物，從各處雇請大量傭兵。其中包括衣索比亞的黑人、加拉太人、邁西亞人（Mysians）等，而猶太人是王國內相當重要的移民，在軍隊中可能占了五分之一的比例。
而托勒密王國掌控東地中海沿岸許多地區如賽普勒斯、克里特、和愛琴海島嶼、甚至遠至色雷斯沿岸，故此托勒密王國建立一支龐大的艦隊以因應馬其頓王國或是塞琉古帝國攻擊，托勒密君王還曾派遣艦隊航駛紅海、印度洋，如西米阿斯（Simmias）、歐多克斯（Eudoxus）等人。而托勒密王國曾經建造相當大的船隻，來宣揚國威。據普魯塔克記載，托勒密四世曾經建造長約128公尺，可搭載4,000名水手、3,000名士兵的四十排槳戰船。然而普魯塔克認為這艘船只是用來炫耀，且需要許多人力才能把它拖入海中。

## 科學和亞歷山卓圖書館

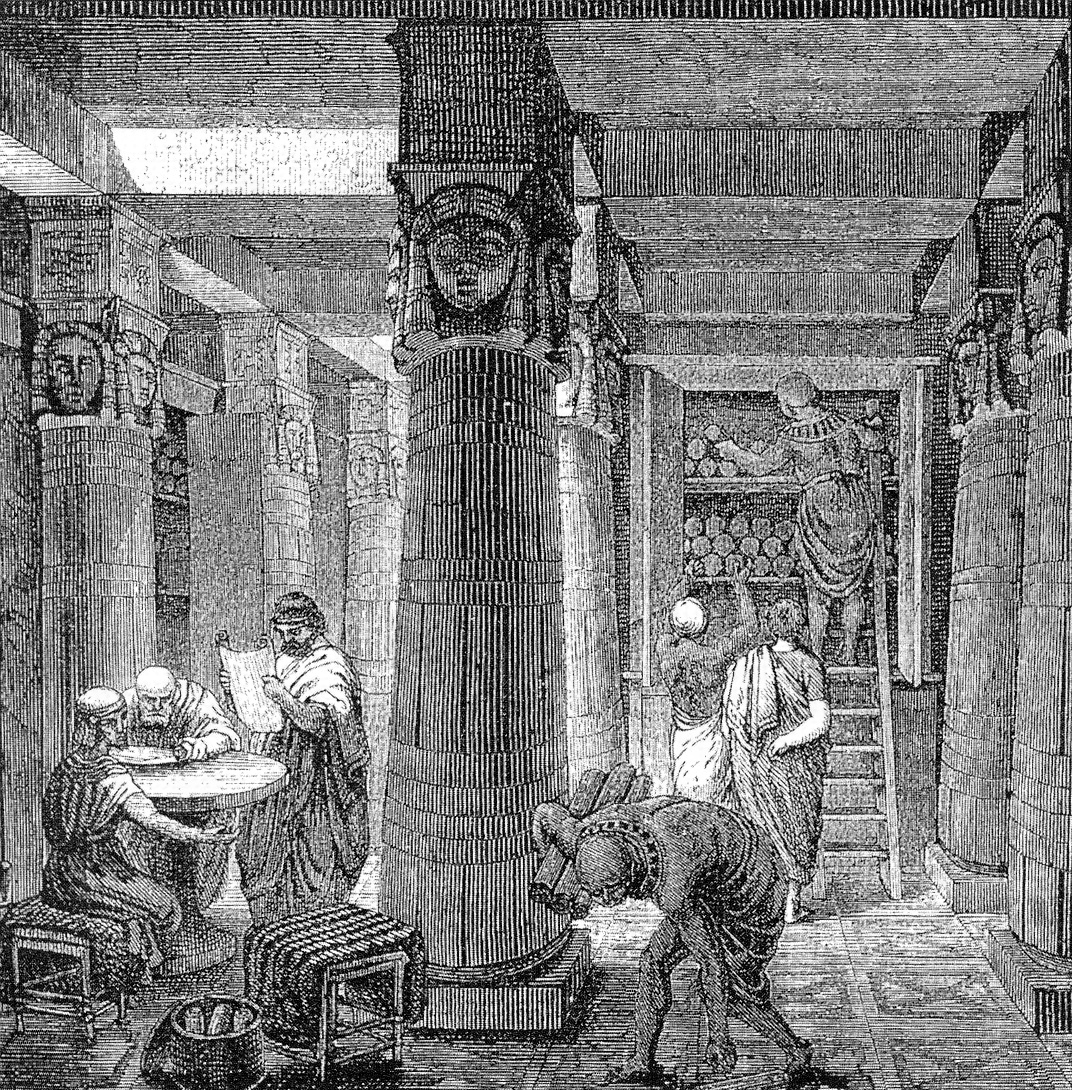
亞歷山卓圖書館內部想像圖

托勒密王國時期，科學在亞歷山卓蓬勃發展，托勒密王室提供資金和一切生活所需，以及亞歷山卓圖書館等設施供學者做研究，於是在亞歷山卓這些學者建構出科學系統化基礎。在數學上首推歐幾里得，他建構出完整的幾何系統，編寫了《幾何原本》影響了後世。托勒密王室也在亞歷山卓蓋了天文台，來觀測天文，而喜帕恰斯曾獲得巴比倫和亞歷山卓的這些天文數據。地理學上，許多亞歷山卓的商人航行到印度進行貿易，而埃拉托斯特尼曾擔任亞歷山卓圖書館的館長，並根據亞歷山大卓與賽印（現在埃及的亞斯文）之間不同的正午時分的太陽高線及三角學計算出地球的直徑，埃拉托斯特尼還是第一個使用經緯度的地理學家。
亞歷山卓圖書館還設置實驗室，托勒密王室甚至提供罪犯供學者進行活體實驗，赫洛菲洛斯是第一位有條理的方法進行人體解剖的學者，他發現大腦是智力中樞，並知道脈搏的重要性，他還發現動脈中僅有血液而非亞里斯多德所說的含有空氣，動脈的工作是把血液從心臟送往全身。埃拉西斯特拉圖斯是赫洛菲洛斯的同僚，埃拉西斯特拉圖斯區別運動神經和知覺神經，腦部是神經中心，疼痛透過神經傳達到腦部。埃拉西斯特拉圖斯還發現動脈和靜脈最終連結於一起，他也是第一位反對希波克拉底的體液治病說，並譴責放血來治病。
托勒密王室聘請卡利馬科斯作為亞歷山卓圖書館第一位學者，他把圖書館的書籍加以分門別類，他是第一個編寫圖書目錄之人，並著錄了書名和作者等資訊，有學者認為他是古代第一個目錄學家，因此稱其為「圖書館科學之父」。
當時抄寫書本時需要一份正確無誤的標準本，而亞歷山卓圖書館就此發展出校正新舊本的學問，經過亞歷山卓圖書館學者所校定的版本成為當時其他學者和其他圖書館的標準本。今日歐洲各圖書館所收藏的手抄本以及現在流通的荷馬、色諾芬等原文著作，大多是根據「亞歷山卓校定本」而來，這些成果使亞歷山卓成為希臘化世界的知識中心，數學、力學、地理學、天文學、解剖學、生理學等學科的研究取得很大的進展，亞歷山卓的圖書館和學院保存大量希臘著作，讓許許多多希臘年輕人前來求知。

## 經濟
在托勒密王國開始統治埃及時，全埃及的土地名義上屬於國王，但王室可以授予出去，如贈與神廟、私人、軍人等。王國主要的土地經營制度是租佃制，自由農是最主要的生產者，他們與土地所有者簽定契約，保證在播種到收穫期間不離開土地。契約有強制的因素，如果期限要不斷延長，佃戶需作出各種保證等，希臘和馬其頓的軍事移民，經常將自己的土地出租給埃及農民。另外農民可以與王室承租土地，還可租用種子、生產工具、耕畜、有時乃至住宅，田裡種植的作物品種由政府決定，並由當地官員嚴格控管。
然而托勒密政府的雜賦相當多且繁重，如土地、房屋、園圃、家禽、牲畜、奴隸、人頭、財產繼承、買賣交易、關卡交通，各種物品、各種活動都在納稅之列。這些稅除土地稅交實物外，大部分以貨幣納稅，王國有時為了簡便，實行包稅制。許多農民不堪賦稅的沉重，紛紛逃亡。或者投靠神廟，成為「依附神廟的人」（hieroi）或神廟的奴隸來享有許多免稅特權，但他們需要為神廟提供各種勞役。不然，這些交不出政府稅賦的農民，將會暫時或長期地淪為國有的奴隸，這些國有奴隸主要是為政府服各種勞役，如修堤壩、開運河等，有時也從事農業勞動，許多農民曾因交不上稅賦而暫時做過國有的奴隸。一些學者認為這些國有奴隸可能沒有失去人身自由。另外，托勒密王國奴隸制盛行，除了因繳不出國家的稅收而成國有奴隸以及神廟的奴隸，還包括私人奴隸。
托勒密的政府採用相當極端的國家壟斷制，且壟斷範圍相當廣大，國家專營不僅礦業、鹽、酒、香料、玻璃、陶器等，甚至連對外貿易、錢莊等商業活動也在國家控制範圍，這種制度不僅只限於埃及，連王國其他屬地都適用在內。嚴密的稅收制度與嚴格的壟斷經營，使托勒密王國搜刮到盡可能多的財富。
托勒密王國提供種種便利條件，來加強商業競爭力，鼓勵人們從事貿易和改良生產品質。政府透過修建港口、道路以及重修尼羅河到紅海的運河，來改善商業環境。甚至派遣探險隊來開發新的貿易市場，使得埃及貿易相當繁榮，商品也相當繁多，包括阿拉伯的香料、伊比利亞的白銀、印度的黃金，甚至中國的絲綢，在亞歷山卓的市場都可見到，讓政府和商人獲利良多。

## 政治
托勒密王室並沒有因為是希臘人，而建立類似希臘本土的政府，他們繼續採用埃及原有專制的官僚制度。托勒密王國借用之前埃及的制度，把埃及大概分成四十個省，其中在往下分區（Topoi），村（Komai）。並有一個以執事官(oikonomos)為首的細膩體制。這一套地方官員組成的龐大系統，負責執行估稅和收稅等事務，而希臘人主要擔任重要官員，本土的埃及人在政府中僅占少數，且在較低的層次任職。也因為托勒密王國注重收刮財富上，政府的主要官員是內務大臣（Dioiketes），他同時也管理亞歷山卓的財務，內務大臣的權限日後逐漸膨脹，以至於之後擴展到國家許多事務上。
托勒密王國的時詔書主要由三種語言版本撰寫，分別是埃及聖書體、埃及草書和古希臘文，並由唯一還知道埃及聖書體撰寫方式的祭司們擔任詔書的頒寫者。
如同塞琉古帝國的君王，托勒密君王也受東方的王權神化觀念，企圖把自己神格化。托勒密二世不僅宣佈死去的雙親為神，而且將自己與妻子阿爾西諾伊二世稱為神，在王國後期，托勒密諸王都用神的稱號來簽署命令，並且極力崇拜戴奧尼索斯，托勒密三世時就描述家族母系起源來自戴奧尼索斯。

## 社會
托勒密王國境內，希臘人擁有特權，他們遵守希臘法律，受希臘法庭審判，受希臘教育，是希臘城市的公民。同時埃及人也遵守埃及的法律，受埃及的法庭審判。但如果希臘人和埃及人有糾紛時，有一個特別法庭來解決雙方的紛爭。
另外，對於托勒密王國的希臘人來說，他們自認為文化高於埃及本身的文化，因此多對埃及文化不感興趣。同樣的，埃及人很少接受希臘上級文化，大多數的埃及人對此也不太感興趣。加上托勒密王國還有其他民族存在，在交流較頻繁的鄉村裡希臘人有時會與其他民族發生糾紛，尤其是希臘人和埃及人之間。然而大體而言，雙方對一起居住的生活仍感到滿意。
隨著時間增長，在鄉村的希臘人和埃及人逐漸互相影響，有些埃及人還取了希臘式的名字，兩個民族也有通婚情形。到了後期，一些受希臘教育的埃及人也可以進入政府機構，並可以受封土地。同樣地，希臘人在淺移默化也受到埃及文化影響，一些希臘人逐漸把埃及神祇當作希臘神祇，也有人為自己取了埃及式的名字。到了後期，兩個民族通婚和雜居越來越多，並互相接納。
在這段時期，原先古希臘語的不同方言，漸漸被融入通用希臘語中，成為希臘化世界主要的語言。

### 移民
在托勒密王國時期有許多民族移入埃及，在這段時期，托勒密一世把土地給予希臘裔老兵並鼓勵他們的家庭遷入埃及，使上萬希臘軍眷進入國內成為統治階級。
而本土的埃及人在政府中僅占少數，且在較低的層次任職。
托勒密諸王因為猶太人善戰的緣故，在這段時間把上萬名猶太人從巴勒斯坦遷入埃及，形成埃及境內很重要的社群。其他外族包括加拉太人也因為雇傭軍關係在埃及定居。新移民因授田緣故散佈王國境內，並在鄉村或城鎮形成自己的社交團體，與本土埃及人比鄰而居。其中有一部分移民聚集在三個希臘城市中，分别是建於公元前600年左右的諾克拉提斯，和新興城市亞歷山卓和上埃及的托勒邁斯·赫耳彌烏。
不同於亞歷山大大帝和其他塞琉古帝國的君主们在四處建造希臘化新城市。托勒密的统治者擔心建造希臘式城市会引發日後希臘城市公民要求自治、獨立等問題，不利王室專制統治，因此甚少在埃及建造新的希臘城市。雖然王國在賽普勒斯、愛琴海島嶼、昔蘭尼等地還統治着其他希臘城市，但埃及境內的希臘城市僅有三座。不过埃及境內也還有一些城鎮是以托勒邁斯、阿爾西諾伊、貝勒尼基等希腊式名字來命名，當地雖然也存在許多希臘社群，但沒有形成城邦式的公民集會，同樣的，一些在埃及城鎮的希臘社群也是如此。雖然沒有公民集會，希臘移民仍會要求興建體育館等希臘建築，像在前136年左右，尼羅河上游的當地希臘人就決議與國王協談興建體育館一事。

### 宗教

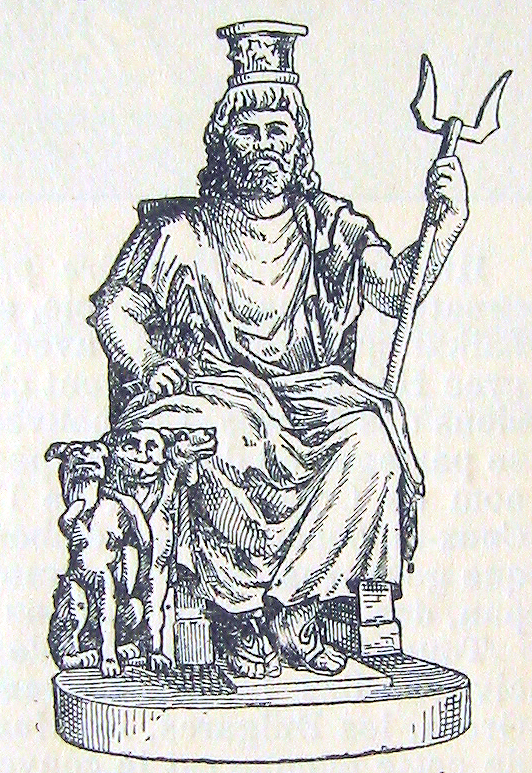
希臘-埃及神祇塞拉皮斯

古希臘宗教原本就不是嚴密體系多神教，因此古希臘宗教很容易與古埃及宗教互相融合。雖然亞歷山大大帝時，企圖讓埃及的太陽神阿蒙與宙斯混同，但阿蒙神信仰主要在上埃及，而不是在托勒密王國權力中心的下埃及。故此，托勒密一世和其後繼者就致力把古希臘宗教與古埃及宗教再互相融合，使希臘人和埃及人可以供奉同一個神靈。托勒密王朝改進了埃及舊有的歐西里斯崇拜，使之與聖牛阿匹斯（Apis）合在一起，成為Aser-hapi，並把祂擬人化，之後變成塞拉比斯（Serapis）。在塞拉皮斯身上，既有埃及的歐西里斯成分，也有希臘的哈底斯、阿斯克勒庇俄斯和阿波羅的成分，並且在地位上與宙斯等同，托勒密一世讓塞拉皮斯成為亞歷山卓和王國的主神 。而艾西斯本是埃及女神，後來成為希臘化世界相當重要的女神，等同于當時世界的所有女神和被神化的女性。
除此之外，早期的托勒密王室並沒有干涉埃及人的原有的宗教或傳統，反而為他們建造新的、雄偉的埃及神祇神殿，並且採用古代埃及法老們時的神殿外觀。由於幾千年來神廟一直是古埃及社會經濟生活的中心，而托勒密王室相當尊重和寬容埃及宗教的統治政策，使神廟也能保持其獨立性和經營自主權，並享有許多免稅特權。

## 城市
在希臘化時期，城市比希臘古典時期的城市有更多的公共設施，
對於希臘城市如亞歷山卓，托勒密政府特別授予城市公民自治權。
在上埃及，雖然托勒密一世曾在那裡建造希臘殖民城市托勒邁斯·赫耳彌烏作為當地首府，但早期因為遠離中央政府，當地受希臘化影響較小，直到一個世紀的希臘化和互相通婚，在當地產生許多受希臘化教育的希臘-埃及後裔。

### 亞歷山卓
亞歷山卓於前331年由亞歷山大大帝所建造，坐落於尼羅河最西端的入海口，並擁有一個不受淤泥影響的港口。亞歷山卓在托勒密一世時成為王國首都。利用王國的財富，在希臘化時代時亞歷山卓成為超過雅典的文化中心。亞歷山卓在當時擁有東、西兩個港口，東邊為主要港區，並面對城內主要建築如王國的宮殿和知名的亞歷山卓圖書館和博物館，在東邊港區的出海口的對面是法羅斯島，亞歷山卓燈塔就坐落在這座小島上，燈塔建於前283年，預估高度115—150米之間，這座燈塔的頂部有一面巨大的鏡子和常年不滅的火焰，並成為古代世界七大奇蹟之一。
亞歷山卓圖書館藏書多達70萬卷，是當時世界上最大的圖書館，在這附近有一座塞拉皮斯的神殿。亞歷山卓的街道均鋪設過，並且排列整齊。此外，更有宏偉的公共建築以及公園。亞歷山卓其人口大約有50萬，其中有希臘人和各種東方民族，尤其是猶太社群，他們聚集於城內一個城區，在王國統治這段期間猶太人曾與希臘人發生一些衝突。
雖然亞歷山卓在前30年落入羅馬手中，但在羅馬帝國期間，它仍是僅次於羅馬城的重要都市。

## 王國統治者列表
所有的埃及托勒密王朝男性統治者都稱作托勒密，而公主或女王多被命名為克麗奧佩脫拉、貝勒尼基和阿爾西諾伊，是因為托勒密王朝採用埃及法老們姊妹通婚的傳統，並且跟他們的王族配偶一同統治埃及，這結果讓托勒密王室上產生錯綜複雜的亂倫關係，使後期托勒密成員更加衰弱愚昧。在王朝女王中，僅有貝勒尼基三世、貝勒尼基四世是單獨統治埃及的，而克麗奧佩脫拉六世雖然有共同執政者，卻是跟女性的貝勒尼基四世共治。克麗奧佩脫拉七世雖然在名義上接連跟托勒密十三世、托勒密十四世、托勒密十五世共治，但實際政權單獨掌握在自己手中。
- 托勒密一世（救主）（前323年-前283年）
- 托勒密二世（愛手足者）（前282年-前246年）与阿尔西诺伊二世
- 托勒密三世（施惠者）（前246年-前222年）与贝勒尼基二世
- 托勒密四世（笃爱父亲者）（前222年-前205年）与阿尔西诺伊三世
- 托勒密五世（神顯者）（前205年-前180年）与克利奥帕特拉一世
- 托勒密六世（笃爱母亲者）与克利奥帕特拉二世（前180年-前164年;前163年-前145年）
- 托勒密七世·尼奥斯（笃爱父亲者二世）
- 托勒密八世·费斯肯（施惠者二世）（前145年-前116年）与克利奥帕特拉二世
- 托勒密八世与克利奥帕特拉三世
- 克利奥帕特拉二世
- 托勒密九世·拉塞罗斯（笃爱母亲者二世·救主二世）与克利奥帕特拉四世
- 托勒密九世与克利奥帕特拉·塞勒涅一世
- 托勒密十世与贝勒尼基三世
- 贝勒尼基三世
- 托勒密十一世·亚历山大二世与与贝勒尼基三世
- 托勒密十二世（吹笛者）与克利奥帕特拉六世
- 貝勒尼基四世
- 托勒密十二世
- 托勒密十三世与克利奥帕特拉七世
- 阿尔西诺伊四世
- 托勒密十四世与克利奥帕特拉七世
- 托勒密十五世·恺撒与克利奥帕特拉七世（前44年-前30年）
- 克利奥帕特拉七世

## 另見
- 希臘化時代
- 埃及歷史